# Platyhypnidium circulifolium
Platyhypnidium circulifolium là một loài rêu trong họ Brachytheciaceae. Loài này được M. Fleisch. mô tả khoa học đầu tiên năm 1923.
Danh pháp loài này chưa ổn định 